# Adieu Paris
Adieu Paris è un dipinto di Antonio Mancini. Eseguito nel 1877, è conservato nella National Gallery di Londra.

## Descrizione
Il ritratto di questa elegante donna, in attesa di vedere i propri bagagli ispezionati dalle autorità, rappresenta un drastico cambio di soggetto e stile rispetto ai dipinti precedenti dell'autore, di ambientazione italiana.

## Storia
Il dipinto fu acquistato dal collezionista Hugh Lane nel 1917; passò in seguito alla collezione della National Gallery.